# Seznam členských států Evropské unie podle počtu obyvatel
Toto je seznam členských států Evropské unie podle počtu obyvatel, který je řazen podle dat z Eurostatu v roce 2021.

## Tabulka
| Pořadí | Země        | Údaje Eurostatu z roku 2021 | % populace | Národní údaj | Datum národního údaje | Zdroj národního údaje                                       |
| ------ | ----------- | --------------------------- | ---------- | ------------ | --------------------- | ----------------------------------------------------------- |
| 1      | Německo     | 83 155 031                  | 18,59      | 83 190 556   | 30. září 2020         | Oficiální odhad                                             |
| 2      | Francie     | 67 656 682                  | 15,13      | 67 399 000   | Březen 2021           | Měsíční oficiální odhad                                     |
| 3      | Itálie      | 59 236 213                  | 13,25      | 60 391 000   | 1. ledna 2020         | Měsíční oficiální odhad                                     |
| 4      | Španělsko   | 47 398 695                  | 10,60      | 47 351 567   | 1. července 2020      | Oficiální odhad Archivováno 11. 1. 2022 na Wayback Machine. |
| 5      | Polsko      | 37 840 001                  | 8,46       | 38 230 000   | 28. února 2021        | Oficiální odhad                                             |
| 6      | Rumunsko    | 19 201 662                  | 4,29       | 19 318 000   | 1. ledna 2020         | Oficiální odhad                                             |
| 7      | Nizozemsko  | 17 475 415                  | 3,91       | 17 475 908   | 1. ledna 2021         | Měsíční oficiální odhad                                     |
| 8      | Belgie      | 11 554 767                  | 2,58       | 11 705 846   | 1. září 2022          | Měsíční oficiální odhad                                     |
| 9      | Česko       | 10 701 777                  | 2,39       | 10 525 739   | 30. června 2022       | Oficiální odhad                                             |
| 10     | Řecko       | 10 678 632                  | 2,39       | 10 718 565   | 1. ledna 2020         | Oficiální odhad                                             |
| 11     | Švédsko     | 10 379 295                  | 2,32       | 10 379 285   | 31. prosince 2020     | Měsíční oficiální odhad                                     |
| 12     | Portugalsko | 10 298 252                  | 2,30       | 10 298 252   | 2020                  | Oficiální odhad                                             |
| 13     | Maďarsko    | 9 730 772                   | 2,18       | 9 730 000    | 1. ledna 2021         | Oficiální odhad                                             |
| 14     | Rakousko    | 8 932 664                   | 2,00       | 8 901 064    | 1. ledna 2020         | Oficiální odhad                                             |
| 15     | Bulharsko   | 6 916 548                   | 1,55       | 6 916 548    | 31. prosince 2020     | Oficiální odhad                                             |
| 16     | Dánsko      | 5 840 045                   | 1,31       | 5 843 347    | 1. dubna 2021         | Oficiální odhad                                             |
| 17     | Finsko      | 5 533 793                   | 1,24       | 5 537 116    | 31. března 2021       | Měsíční oficiální odhad                                     |
| 18     | Slovensko   | 5 459 781                   | 1,22       | 5 459 781    | 31. prosince 2020     | Oficiální odhad                                             |
| 19     | Irsko       | 5 006 324                   | 1,12       | 4 977 400    | 1. dubna 2021         | Oficiální odhad                                             |
| 20     | Chorvatsko  | 4 036 355                   | 0,90       | 4 047 200    | 31. prosince 2020     | Oficiální odhad                                             |
| 21     | Litva       | 2 795 680                   | 0,63       | 2 783 483    | 1. července 2021      | Měsíční oficiální odhad                                     |
| 22     | Slovinsko   | 2 108 977                   | 0,47       | 2 108 977    | 1. ledna 2021         | Oficiální odhad                                             |
| 23     | Lotyšsko    | 1 893 223                   | 0,42       | 1 883 700    | 1. června 2021        | Měsíční oficiální odhad                                     |
| 24     | Estonsko    | 1 330 068                   | 0,30       | 1 330 068    | 1. ledna 2021         | Oficiální odhad Archivováno 1. 10. 2021 na Wayback Machine. |
| 25     | Kypr        | 896 007                     | 0,20       | 888 000      | 31. prosince 2019     | Oficiální odhad Archivováno 24. 5. 2021 na Wayback Machine. |
| 26     | Lucembursko | 634 730                     | 0,14       | 634 700      | 1. ledna 2021         | Oficiální odhad Archivováno 30. 1. 2020 na Wayback Machine. |
| 27     | Malta       | 516 100                     | 0,12       | 514 564      | 31. prosince 2019     | Oficiální odhad Archivováno 10. 7. 2020 na Wayback Machine. |
|        | Celkem      | 447 207 489                 | 100        | 448 570 351  |                       |                                                             |